# Osamotniony (film)
Osamotniony (cz. Škola otců) – czechosłowacki dramat psychologiczno-obyczajowy z 1957 roku w reżyserii Ladislava Helge.

## Fabuła
Nauczyciel Pelikán po wyprowadzce z Brna trafia do szkoły w małym miasteczku. Natychmiast po podjęciu pracy ten wysoce profesjonalny pedagog spotyka się z niskim poziomem nauczania i wiedzy tamtejszych uczniów. Jest to spuścizna po jego poprzedniku – konformiście, który zawyżał oceny, nie chcąc narażać się ustosunkowanym rodzicom. Pragnąc uczyć i przekazywać wiedzę, poprzez niskie, ale rzetelne, oceny wystawiane swoim wychowankom, Pelikán naraża się na niezadowolenie i ostracyzm ich rodziców (chociaż w pewnym momencie zyskuje współpracę i akceptację ze strony uczniów), tworzących "lokalną społeczność". Nie ułatwiają mu również pracy obłuda i protekcjonizm własnego środowiska, sprzeczne z jego postrzeganiem nauczycielskiej profesji. Zaszczuty i zniechęcony, pomimo kilku życzliwych mu osób, z przewodniczącym powiatowego komitetu partii na czele, w końcu decyduje się opuścić miejscowość.

## Obsada
- Karel Höger – nauczyciel Pelikán
- Vlasta Chramostová – żona Pelikána
- Josef Mixa – dyrektor szkoły Pohanka
- Blažena Holišová – nauczycielka Novotná
- Jiří Valenta – uczeń Matoušek
- Ladislav Pešek – nauczyciel Bajtek
- Vladimír Hlavatý – przewodniczący Janouch
- Marie Vášová – żona Janoucha
- Rudolf Hrušínský – pijak Mlčoch
- Stanislav Neumann – woźny
- Petr Adámek – Lojzík
- Helena Kružíková – matka Lojzika
- Jiřina Bohdalová – nauczycielka Zálešáková
- Josef Beyvl – Burian
- Arnošt Faltýnek – Bláha
- Stella Zázvorková – Bedrnová
- Antonín Ježdík – Jožka
- Vladimír Jedenáctík – Doležal
- Aleš Košnar – Vašík Janouch
- Jana Chlumská – Věruška
- Hana Kazdová – Blaženka
- Eliška Svobodová – Zálesáková
- Miriam Kantorková – nauczycielka
- Alena Procházková – uczennica
- Jan Skopeček – nauczyciel Krejčík
- Vladimír Skall – Robin
- Miroslav Svoboda – nauczyciel
- Lubomír Kostelka – gość gospody
- Ladislav Pešek – nauczyciel Bajtek
- Josef Koza – Kaláb
- Zdeněk Janík – Cyril
- Ema Skálová – matka na zebraniu klasowym
- Václav Švec – ojciec na zebraniu klasowym
- Stella Zázvorková – Bedrnová
- Hermína Vojtová – matka jednego z uczniów

i inni.

## Produkcja
Zdjęcia kręcono w następujących lokacjach: Frýdlant (kraj liberecki); Mikulov i zamek Sirotčí hrádek we wsi Klentnice (kraj południowomorawski).

## O filmie
Osamotniony był debiutem reżyserskim Ladislava Helge, opartym na pomyśle pisarza Ivana Kříža. Dzięki realistycznemu przedstawieniu środowiska i problemów społecznych, a także pogłębionej ocenie postaci, film zaoferował niecodzienny w swoim czasie obraz rzeczywistości, który kontrastował z ówczesnymi produkcjami rażącymi schematyzmem komunistycznej ideologii. Burzył socrealistyczny hurrapatriotyzm dominujący ówcześnie w czeskim kinie.